# شبيه القط
شبيه القط (الاسم العلمي: Ailuroedus)، جنس طير من فصيلة طيور التعريشة. يشير الاسم الشائع،طائر القط، إلى «نداءات هذه الطيور التي تشبه صوت القطط». الاسم العلمي Ailuroedus مشتق من اليونانية القديمة "ailouros"، قط، و"eidos"، شكل أو صورة.